# Prix de Sandringham
Groupe II
Le Prix de Sandringham est une course hippique de plat se déroulant au mois de juin sur l'hippodrome de Chantilly.
C'est une course de Groupe II réservée aux pouliches de 3 ans.
Elle se court sur la distance de 1 600 mètres. L'allocation s'élève à 130 000 €.

## Records
- Jockey : Christophe Soumillon (5 victoires) - Spring Star (2002), Joanna (2010), Peace Burg (2013), Tahlie (2021), Godspeed (2025)
- Entraîneur : Jean-Claude Rouget (3 victoires) - Homebound (2009), Joanna (2010), Mission Impassible (2019)
- Propriétaire : Wertheimer et frère (4 victoires) - Spring Star (2002), Impressionnante (2006), Impassable (2015), Kelina (2023)
- Étalon : Danehill (3 victoires) - Banks Hill (2001), Spring Star (2002), Impressionnante (2006)

## Palmarès depuis 2000
| Année | Vainqueur               | Pays        | Père              | Jockey                     | Entraîneur             | Propriétaire                            | Temps   |
| ----- | ----------------------- | ----------- | ----------------- | -------------------------- | ---------------------- | --------------------------------------- | ------- |
| 2025  | Godspeed                | France      | Hello Youmzain    | Christophe Soumillon       | Carlos & Yann Lerner   | P. Bradley, F & O Hinderze & Écurie JML | 1'35"07 |
| 2024  | Sparkling Plenty        | France      | Kingman           | Cristian Demuro            | P. Cottier             | Jean-Pierre Dubois                      | 1'40"05 |
| 2023  | Kelina                  | France      | Frankel           | Maxime Guyon               | Carlos Laffon-Parias   | Wertheimer & Frère                      | 1'35"54 |
| 2022  | Purplepay               | France      | Zarak             | Tom Marquand               | William Haggas         | Lael Stables                            | 1'37"24 |
| 2021  | Tahlie                  | France      | Rio de la Plata   | Christophe Soumillon       | Pascal Bary            | Jean-Louis Bouchard                     | 1'40"82 |
| 2020  | Miss Extra              | France      | Masterstroke      | Maxime Guyon               | Pia Brandt             | Alain Jathière                          | 1'41"11 |
| 2019  | Obligate                | France      | Frankel           | Pierre-Charles Boudot      | Pascal Bary            | Khalid Abdullah                         | 1'34"59 |
| 2018  | Mission Impassible      | France      | Galileo           | Cristian Demuro            | Jean-Claude Rouget     | Mohamed-Fahad-A. Al Attiyah             | 1'37"72 |
| 2017  | La Sardane              | France      | Kingsalsa         | Franck Blondel             | Bruno de Montzey       | Team Valor International                | 1'39"79 |
| 2016  | Volta                   | France      | Siyouni           | Pierre-Charles Boudot      | Francis-Henri Graffard | David Salabi                            | 1'39"00 |
| 2015  | Impassable              | France      | Invincible Spirit | Maxime Guyon               | Carlos Laffon-Parias   | Wertheimer & Frère                      | 1'37"58 |
| 2014  | Fintry                  | France      | Shamardal         | Maxime Guyon               | André Fabre            | Godolphin SNC                           | 1'35"16 |
| 2013  | Peace Burg              | France      | Sageburg          | Christophe Soumillon       | Jean-Claude Rouget     | Cuadra Montalban & Écurie D             | 1'40"57 |
| 2012  | Laugh Out Loud          | Royaume-Uni | Clodovil          | William Buick              | Mick Channon           | Black/Al Qatami/Al Mudhaf               | 1'39"20 |
| 2011  | Immortal Verse          | France      | Pivotal           | Olivier Peslier            | Robert Collet          | Richard C. Strauss                      | 1'39"20 |
| 2010  | Joanna                  | France      | High Chaparral    | Christophe Soumillon       | Jean-Claude Rouget     | Hamdan Al Maktoum                       | 1'38"70 |
| 2009  | Homebound               | France      | Dixie Union       | Christophe-Patrice Lemaire | Jean-Claude Rouget     | Joseph Allen                            | 1'38"10 |
| 2008  | Modern Look             | France      | Zamindar          | Stéphane Pasquier          | David Smaga            | Khalid Abdullah                         | 1'38"50 |
| 2007  | All is Vanity           | Royaume-Uni | Gold Away         | Franck Blondel             | William Cargeeg        | Isabelle Corbani                        | 1'37"80 |
| 2006  | Impressionnante         | France      | Danehill          | Olivier Peslier            | Carlos Laffon-Parias   | Wertheimer & Frère                      | 1'35"60 |
| 2005  | Gorella                 | France      | Grape Tree Road   | Thierry Thulliez           | Jean de Roualle        | Pierre de Roualle                       | 1'36"20 |
| 2004  | Baqah                   | France      | Bahhare           | Davy Bonilla               | Freddy Head            | Hamdan Al Maktoum                       | 1'35"80 |
| 2003  | Maiden Tower            | France      | Groom Dancer      | Lanfranco Dettori          | Henri-Alex Pantall     | Cheikh M. Al Maktoum                    | 1'35"10 |
| 2002  | Spring Star             | France      | Danehill          | Christophe Soumillon       | Carlos Laffon-Parias   | Wertheimer & Frère                      | 1'37"50 |
| 2001  | Banks Hill (par Hasili) | France      | Danehill          | Olivier Peslier            | André Fabre            | Khalid Abdullah                         | 1'36"20 |
| 2000  | Zarkiya                 | France      | Catrail           | Gérald Mossé               | Alain de Royer-Dupré   | S.A. Aga Khan                           | 1'41"70 |